# Maison de la Truie qui file (Malestroit)
Pour les articles homonymes, voir Maison de la Truie qui file.
La maison de la Truie qui file (ou maison des Singes) est une maison de Malestroit, dans le Morbihan.

## Localisation
La maison est située 3 place du Bouffay, au centre-ville de Malestroit.

## Histoire
La maison est construite au XVe siècle.
Les façades et toitures sont classées au titre des monuments historiques par arrêté du 17 octobre 1923.
En 2015, elle devient le siège d'un musée-boutique consacré à l'univers des Lapins crétins d'Ubisoft,.

## Architecture
La façade est en pans de bois, dont certaines poutres sont sculptées de grotesques, dont un porcin semblant filer de la laine, qui lui donne son nom. Outre la truie, ont été recensées les sculptures d'un chasseur soufflant dans un cor, de deux hommes seuls, d'un homme battant sa femme, d'un chien, d'un loup et d'un lièvre jouant du biniou.

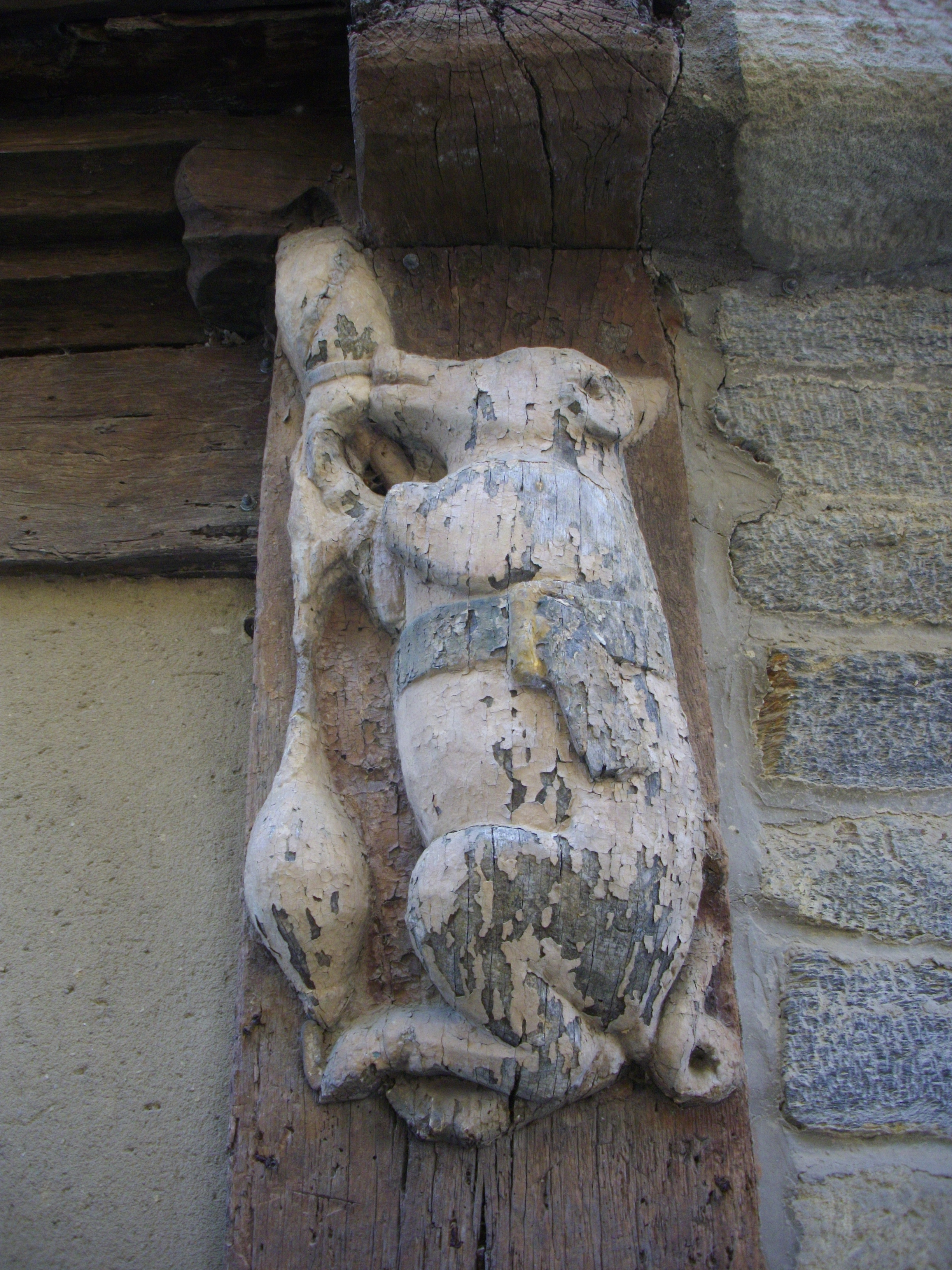
Truie.
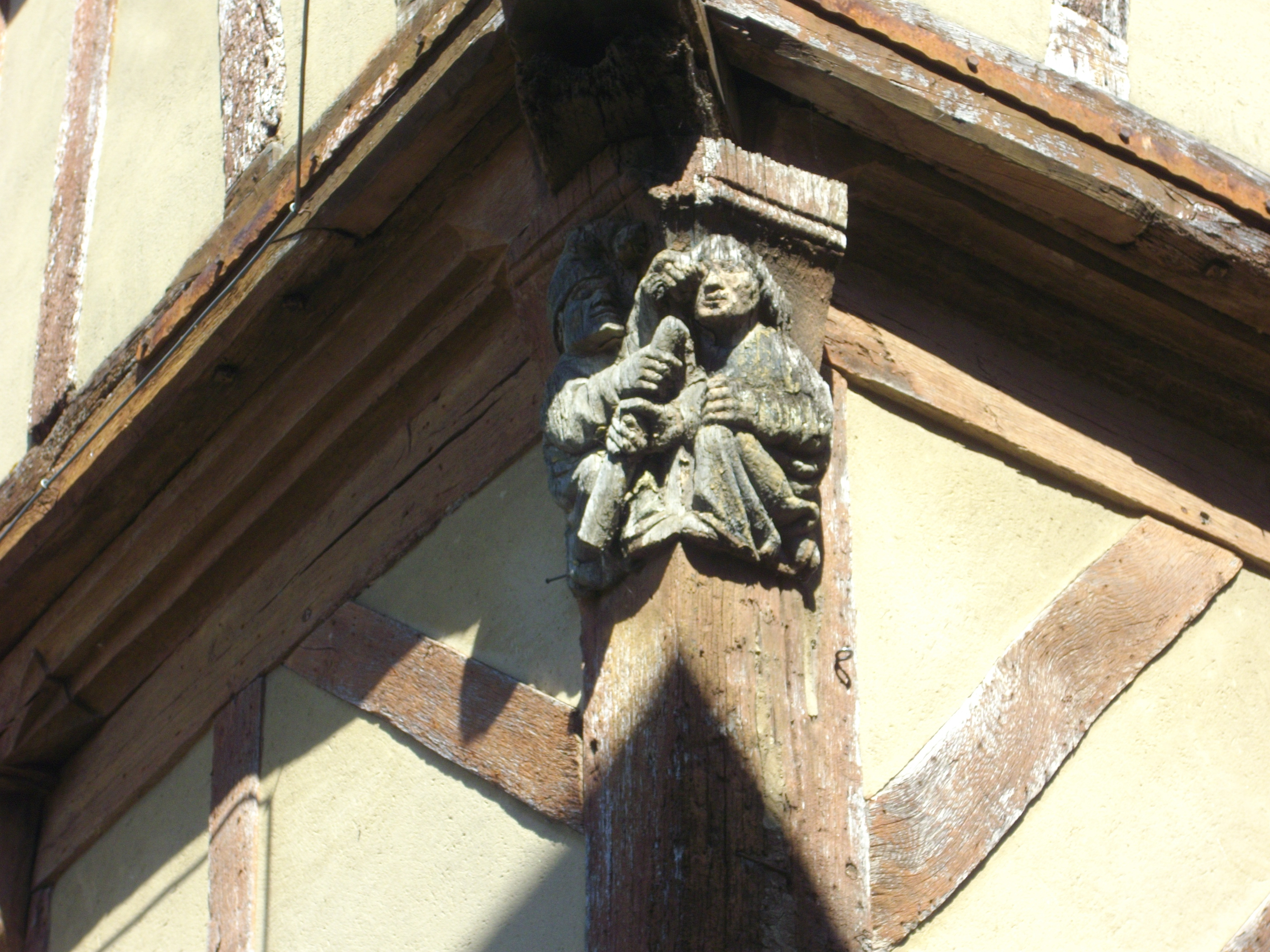
Homme battant sa femme.
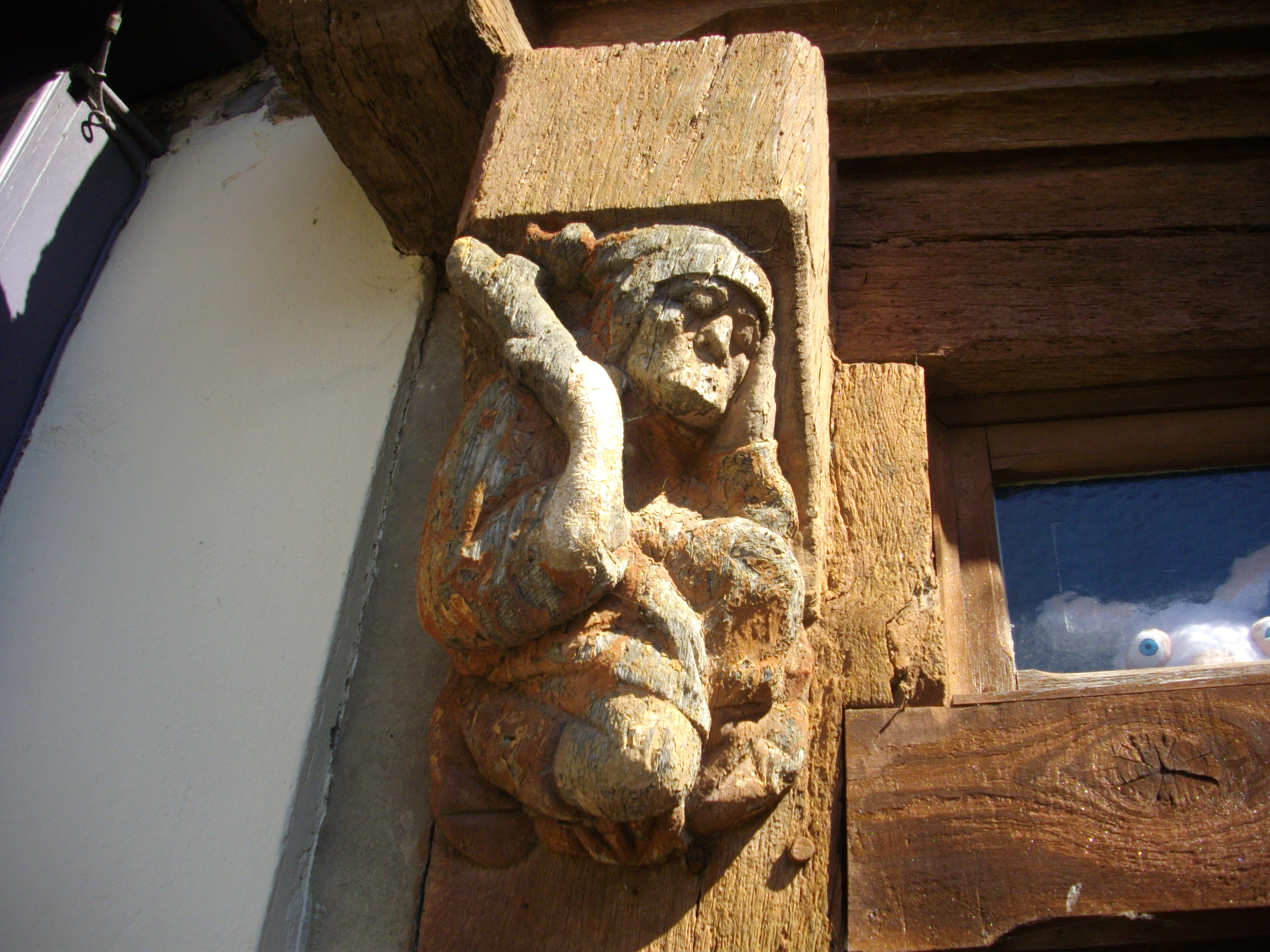
Homme au bâton.
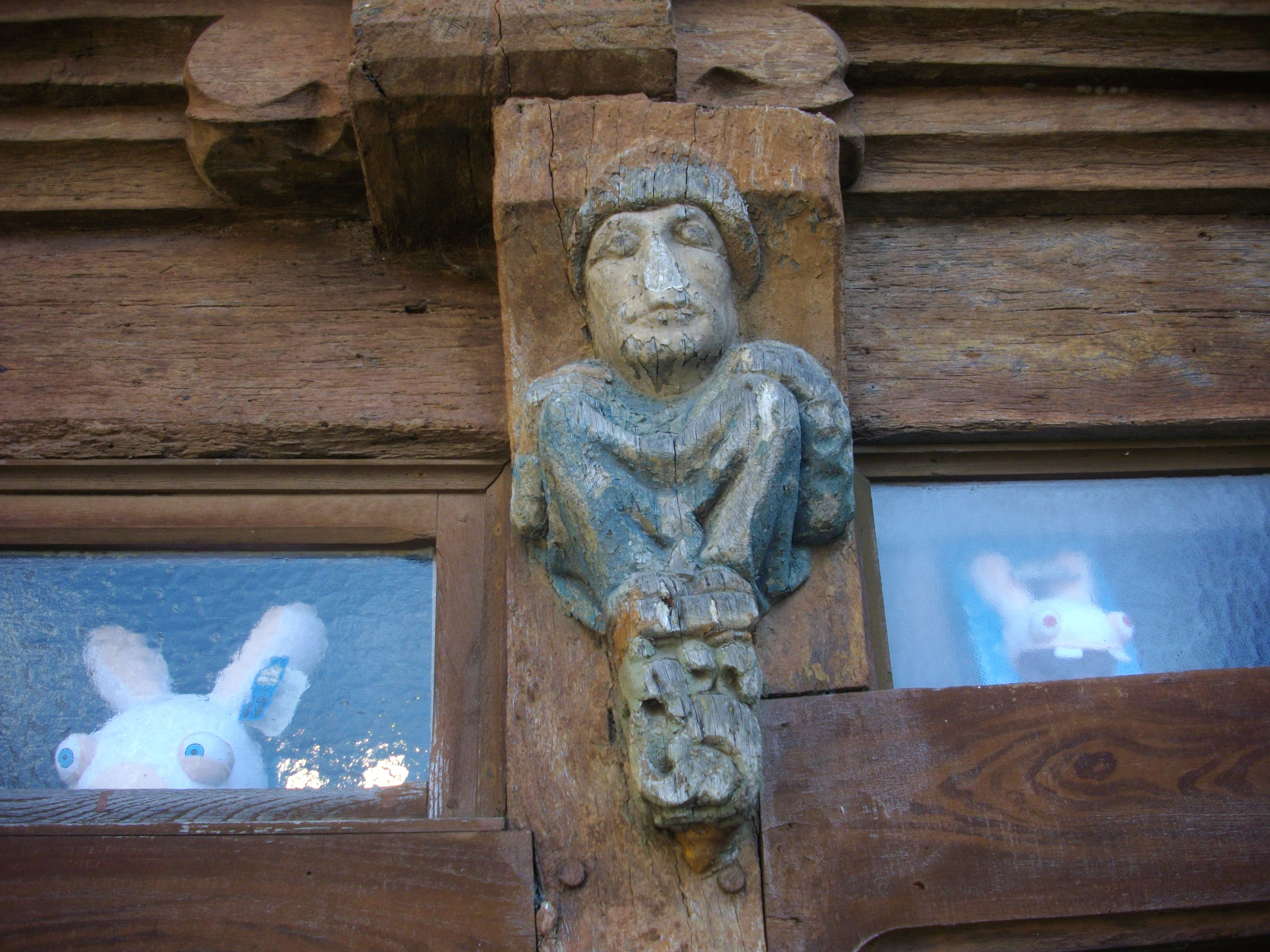
Buste.
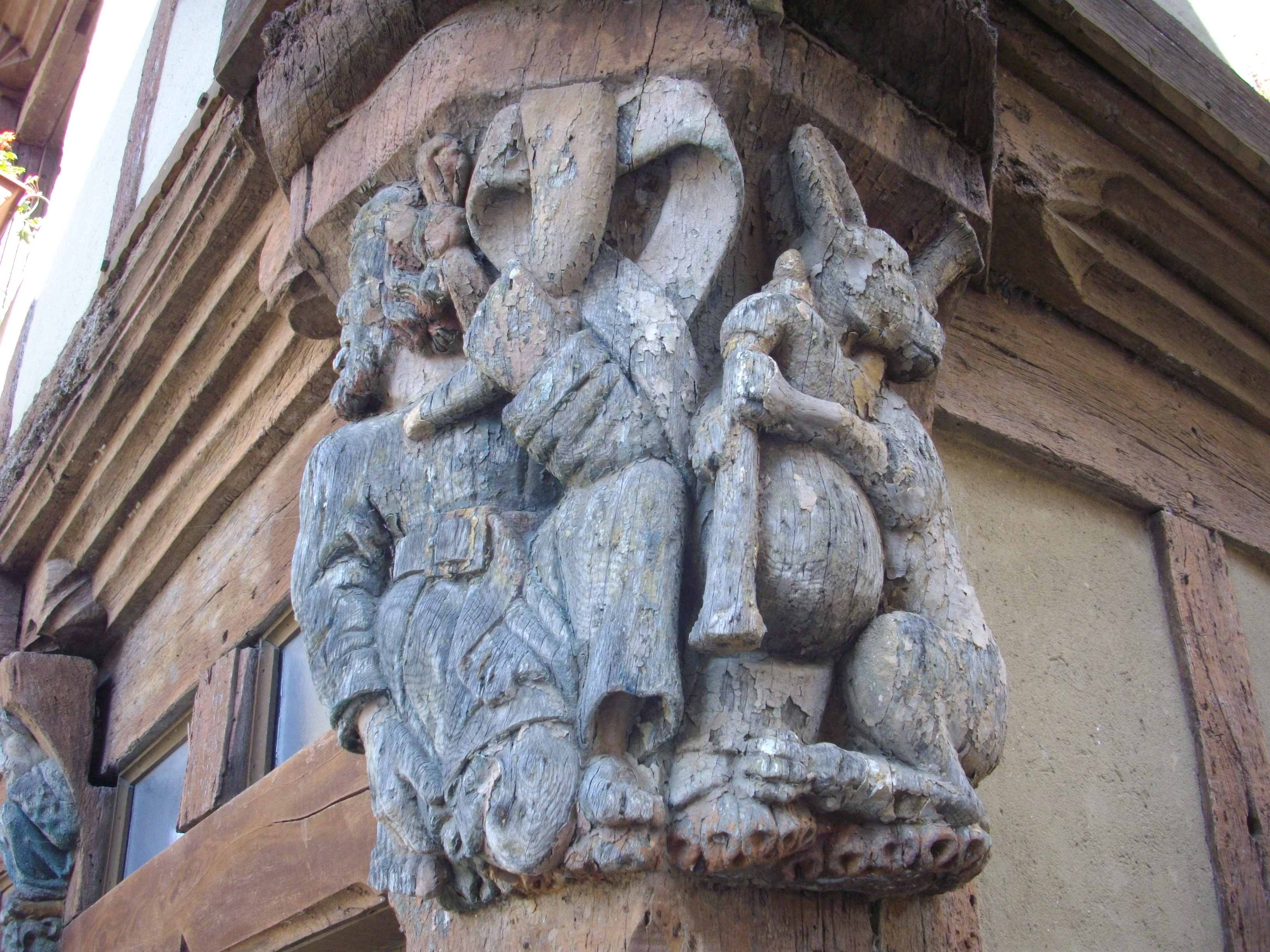
Chasseur et lièvre.
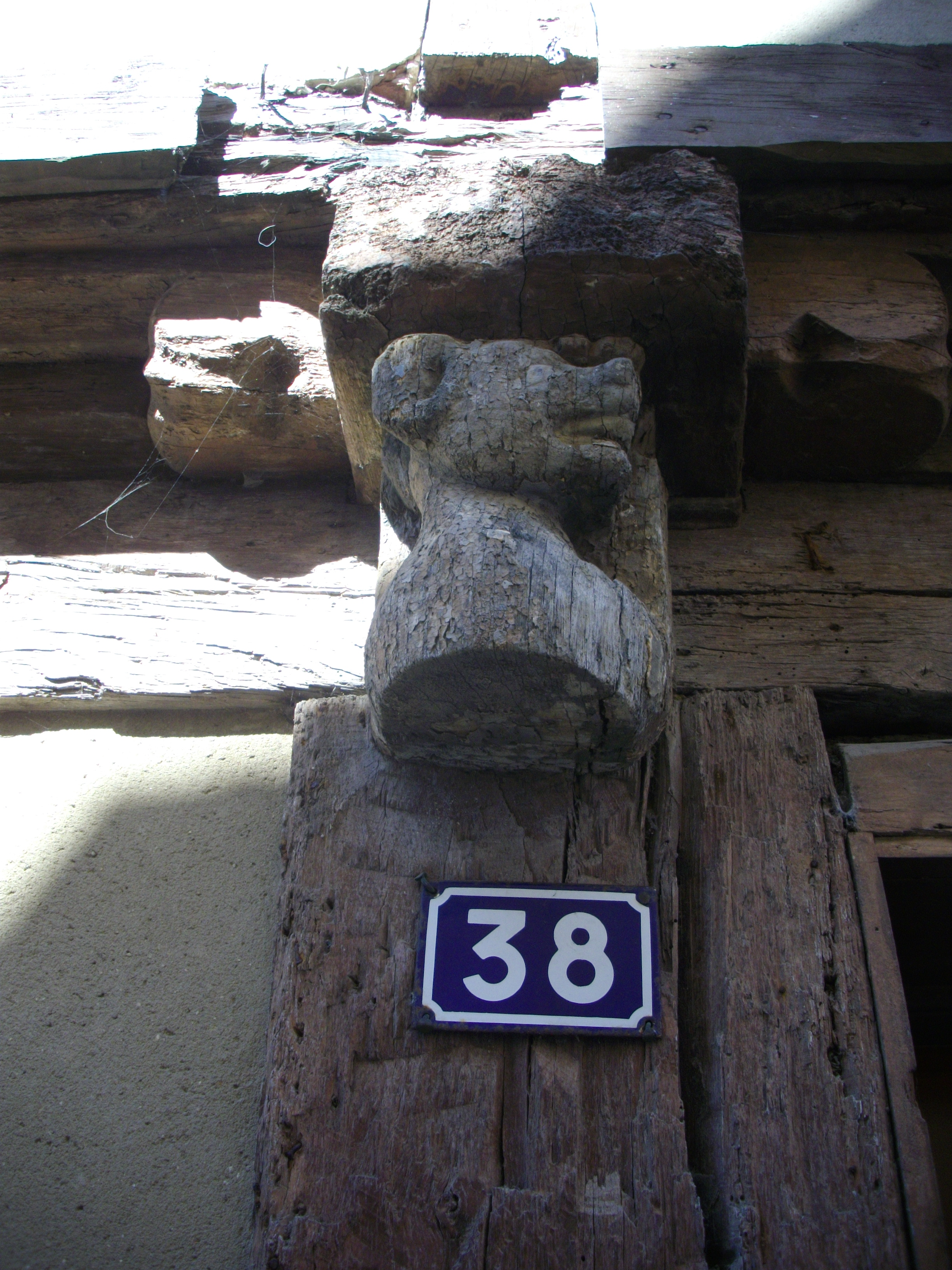
Ours ?